# Britt-Marie Oskarsson
Anette Britt-Marie Oskarsson, född 10 augusti 1947 i Hagfors, Värmland, är en svensk konstnär och textilkonstnär.
Oskarsson studerade vid Nyckelviksskolan på Lidingö 1969 och vid Handarbetets Vänners vävskola i Stockholm 1970. Hon etablerade 1977 det egna företaget Trosa Vävkammare och har sedan 1985 framträtt som bildkonstnär.
Hon har ställt ut separat på bland annat Galleri Dialog i Stockholm, Galleri Ängeln i Lund, Stockholm Art Fair, Galleri Nord i Örebro, Eskilstuna Konstmuseum, Archeus Fine Art i London, Art Fair Islington, Art Expo-01 i Javis Center New York och Fabien Fryns Fine Art Gallery i Marbella. Hon har medverkat i samlingsutställningar med Konstföreningen Kulturen i Nyköping, Sörmlandssalongen i Södertälje, Kulturhuset i Oxelösund, KRO-Sörmland, Liljevalchs vårsalong, Ekerums konsthall på Öland och Art Copenhagen.
Oskarsson är representerad i Trosa kommun, Eskilstuna kommun, Södermanlands läns landsting, Malmöhus landsting, Kristianstads läns landsting, Uppsala läns landsting, Örebro läns landsting och Värmlands läns landsting.